# Вулиця В'ячеслава Чорновола (Черкаси)
Вулиця Чорновола — вулиця в Черкасах, яка вважається однією з головних артерій міста.

## Розташування
Починається від вулиці Івана Мазепи на сході. Простягається на південний захід на 4,9 км майже до залізниці, що підходить до «Азоту», тобто закінчується глухим кутом. Вулицю перетинають велика кількість інших вулиць та провулків. Майже на початку вулиця Чорновола перетинає бульвар Шевченка, під кінець — проспект Хіміків.

## Опис
Вулиця широка, по 2 смуги руху в кожен бік. Від бульвару і до підприємства ЧШК прокладена тролейбусна лінія. На розі з проспектом Хіміків закладений парк Хіміків. Після перетину з проспектом вулиця проходить по промисловій зоні.

## Походження назви
Вперше вулиця згадується в 1886 році як Вереміївська. У 1893 році перейменована на Третю Кладовищенську. З 1916 року називалась Ігорівською. В 1941 році отримала назву на честь Фрідріха Енгельса. У період німецької окупації в 1941-1943 роках називалась вулицею Лесі Українки. З початку 2012 року влада міста почала проводити кампанію «Вулиці Чорновола бути!», яка була присвячена 75-й річниці від дня народження В'ячеслава Чорновола, Героя України. Навесні опозиційні сили міста «штучно» перейменували вулицю розклеївши наліпки поверх вуличних вказівників. 11 грудня на сесії міської ради було запропоновано офіційно ухвалити рішення щодо перейменування, але за підтримку не вистачило 3 голоси. А 13 грудня рішенням Черкаської міської ради, за яке проголосувало 35 депутатів, вулиця таки була перейменована.

## Будівлі
По вулиці розташовані Другий Черкаський міський центр первинної медико-санітарної допомоги, Кривалівський ринок, Черкаська районна рада, дитяча стоматологічна поліклініка, Східноєвропейський університет економіки і менеджменту, Інститут банківської справи Національного банку України Університету банківської справи, Бізнес-коледж, шовковий комбінат, Черкаське вище професійне училище будівельних технологій.

№ 1 — Другий Черкаський міський ЦПМСД
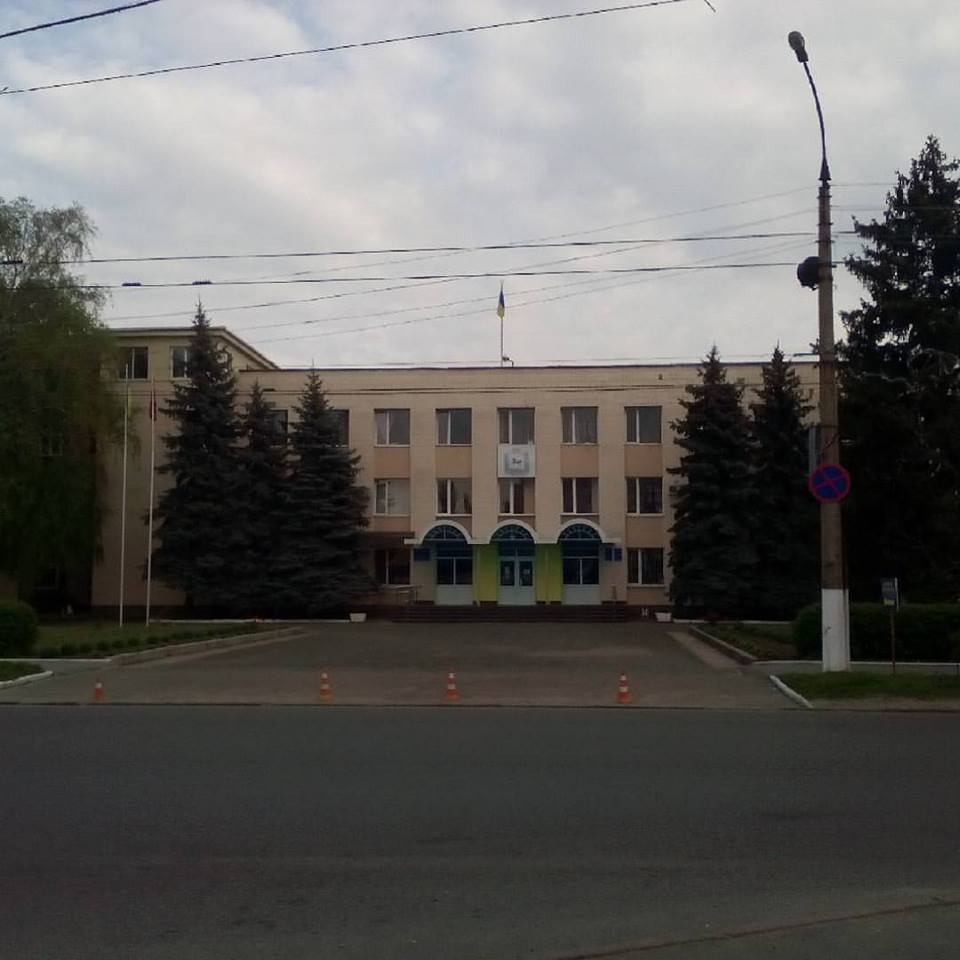
№ 157 — Черкаська райрада
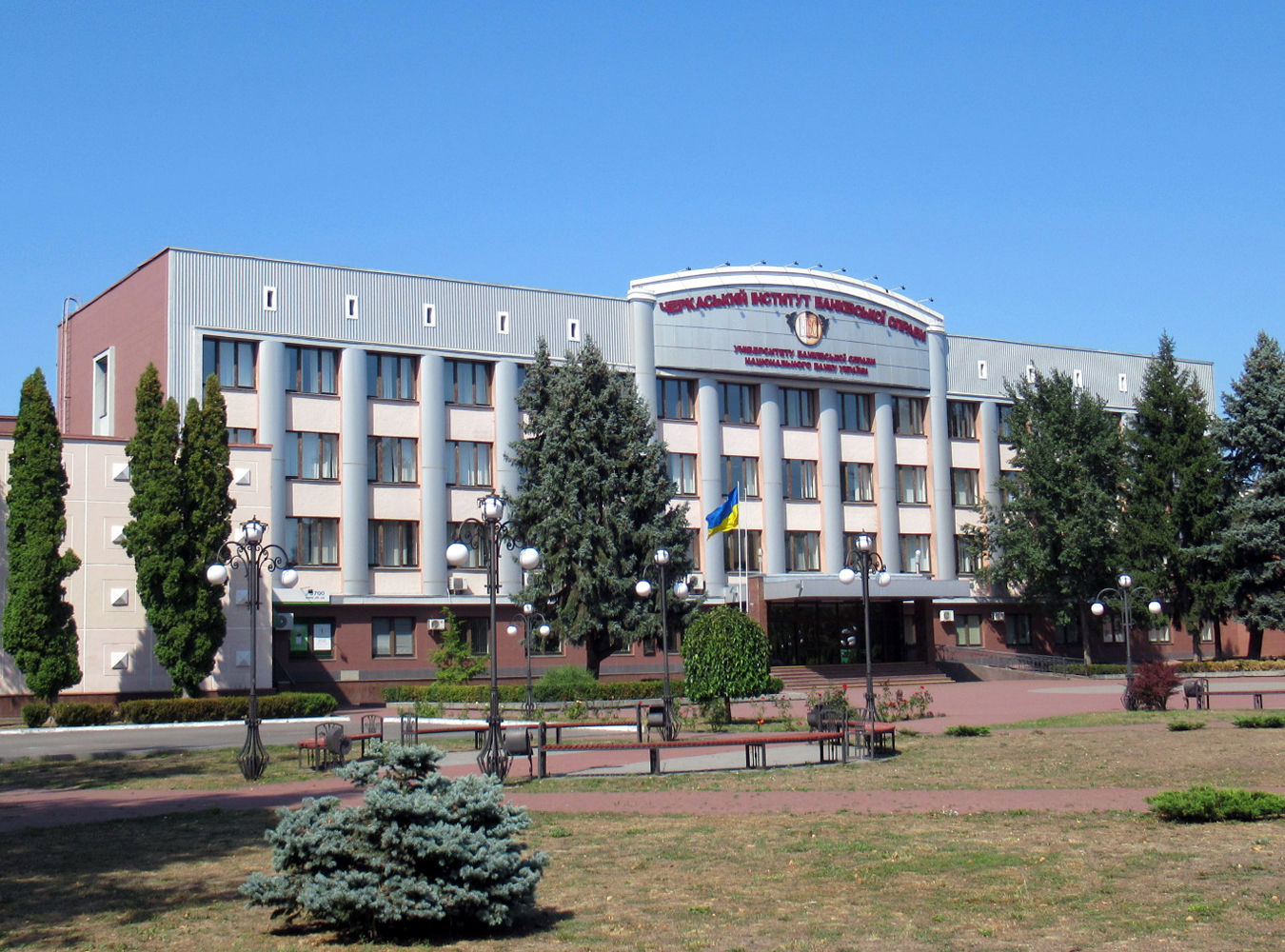
№ 164 – відділення Львівського національного університету
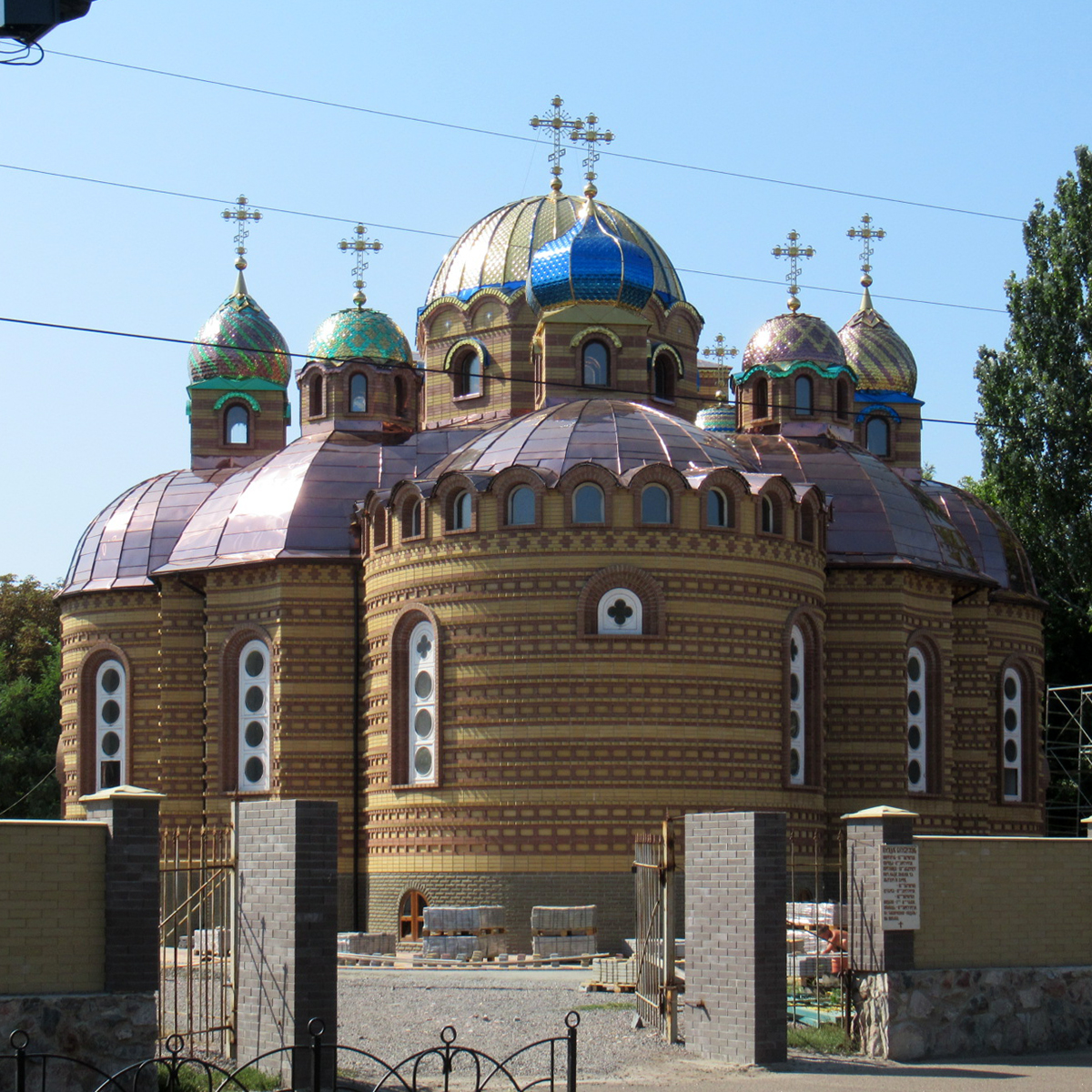
№ 268/1 – Свято-Стрітенська церква